# 折威增三
長蛇座54，又名CD-2411661，HD 129926、SAO 182855、HR 5497，是長蛇座的一颗恒星，视星等为4.94，位于銀經333.13，銀緯30.63，其B1900.0坐标为赤經14h 40m 12.6s，赤緯-25° 30.63′ 7″。